# Tour de Flandes femenino 2017
La 14.ª edición del Tour de Flandes femenino se celebró el 2 de abril de 2017 sobre un recorrido de 153,3 km con inicio y final en la ciudad de Oudenaarde en Bélgica.
La carrera hizo parte del UCI WorldTour Femenino 2017 como competencia de categoría 1.WWT del calendario ciclístico de máximo nivel mundial siendo la quinta carrera de dicho circuito y fue ganada por la ciclista estadounidense Coryn Rivera del equipo Sunweb. El podio lo completaron las ciclista australiana Gracie Elvin del equipo Orica-Scott y la ciclista neerlandesa Chantal Blaak del equipo Boels-Dolmans.

## Equipos
Tomaron parte en la carrera un total de 28 equipos invitados por la organización, todos ellos de categoría UCI Team Femenino, quienes conformaron un pelotón de 165 ciclistas de las cuales terminaron 97. Los equipos participantes fueron:
| Equipos femeninos (28)- Alé Cipollini Galassia - Aromitalia Vaiano - Astana Women's Team - BePink Cogeas - Bizkaia-Durango - Boels Dolmans - BTC City Ljubljana - Canyon Sram Racing - Cervélo Bigla - Cylance Pro Cycling - Drops - FDJ-Nouvelle Aquitaine-Futuroscope - Giusfredi-Bianchi - Hitec Products - Lares-Waowdeals Women Cycling Team - Lensworld-Kuota - Lotto Soudal - Orica-Scott - Parkhotel Valkenburg-Destil Cycling Team - SAS-Macogep - SC Michela Fanini - Servetto Giusta - Sport Vlaanderen-Etixx - Sunweb - VéloCONCEPT Women - Top Girls Fassa Bortolo - Wiggle High5 - WM3 Pro Cycling |
| |

## Clasificaciones finales
Las clasificaciones finalizaron de la siguiente forma:

### Clasificación general
| \| Clasificación general \| Clasificación general \| Clasificación general \| Clasificación general \| Clasificación general \| \| Ciclista \| Ciclista \| Equipo \| Tiempo \| \| \| --------------------- \| --------------------- \| --------------------- \| --------------------- \| --------------------- \| \| 1.ª \| Coryn Rivera \| Sunweb \| 4 h 02 min 38 s \| \| \| 2.ª \| Gracie Elvin \| Orica-Scott \| + 0 s \| \| \| 3.ª \| Chantal Blaak \| Boels Dolmans \| + 0 s \| \| \| 4.ª \| Annemiek van Vleuten \| Orica-Scott \| + 0 s \| \| \| 5.ª \| Lotte Kopecky \| Lotto Soudal Ladies \| + 0 s \| \| \| 6.ª \| Elena Cecchini \| Canyon-SRAM Racing \| + 0 s \| \| \| 7.ª \| Rasa Leleivytė \| Aromitalia Vaiano \| + 0 s \| \| \| 8.ª \| Katarzyna Niewiadoma \| WM3 \| + 0 s \| \| \| 9.ª \| Janneke Ensing \| Alé Cipollini \| + 0 s \| \| \| 10.ª \| Elisa Longo Borghini \| Wiggle High5 \| + 0 s \| \| |                      |                     |                 |
| |                      |                     |                 |
| Fuente: ProCyclingStats |                      |                     |                 |
| Clasificación general |                      |                     |                 |
| Ciclista | Ciclista             | Equipo              | Tiempo          |
| 1.ª | Coryn Rivera         | Sunweb              | 4 h 02 min 38 s |
| 2.ª | Gracie Elvin         | Orica-Scott         | + 0 s           |
| 3.ª | Chantal Blaak        | Boels Dolmans       | + 0 s           |
| 4.ª | Annemiek van Vleuten | Orica-Scott         | + 0 s           |
| 5.ª | Lotte Kopecky        | Lotto Soudal Ladies | + 0 s           |
| 6.ª | Elena Cecchini       | Canyon-SRAM Racing  | + 0 s           |
| 7.ª | Rasa Leleivytė       | Aromitalia Vaiano   | + 0 s           |
| 8.ª | Katarzyna Niewiadoma | WM3                 | + 0 s           |
| 9.ª | Janneke Ensing       | Alé Cipollini       | + 0 s           |
| 10.ª | Elisa Longo Borghini | Wiggle High5        | + 0 s           |

## UCI WorldTour Femenino
El Tour de Flandes femenino otorga puntos para el UCI WorldTour Femenino 2017, incluyendo a todas las corredoras de los equipos en las categorías UCI Team Femenino. Las siguientes tablas muestran el baremo de puntuación y las 10 corredoras que obtuvieron más puntos:
| Posición   | 1.ª | 2.ª | 3.ª | 4.ª | 5.ª | 6.ª | 7.ª | 8.ª | 9.ª | 10.ª | 11.ª | 12.ª | 13.ª | 14.ª | 15.ª | 16.ª | 17.ª | 18.ª | 19.ª | 20.ª |
| Puntuación | 120 | 100 | 85  | 70  | 60  | 50  | 40  | 35  | 30  | 25   | 20   | 18   | 16   | 14   | 12   | 10   | 8    | 6    | 4    | 2    |

| 1.ª  | Coryn Rivera         | Sunweb              | 120 |
| 2.ª  | Gracie Elvin         | Orica-Scott         | 100 |
| 3.ª  | Chantal Blaak        | Boels Dolmans       | 85  |
| 4.ª  | Annemiek van Vleuten | Orica-Scott         | 70  |
| 5.ª  | Lotte Kopecky        | Lotto Soudal Ladies | 60  |
| 6.ª  | Elena Cecchini       | Canyon-SRAM Racing  | 50  |
| 7.ª  | Rasa Leleivytė       | Aromitalia Vaiano   | 40  |
| 8.ª  | Katarzyna Niewiadoma | WM3                 | 35  |
| 9.ª  | Janneke Ensing       | Alé Cipollini       | 30  |
| 10.ª | Elisa Longo Borghini | Wiggle High5        | 25  |